# Nazionale maschile di beach soccer dei Paesi Bassi
La nazionale di beach soccer Olandese rappresenta i Paesi Bassi nelle competizioni internazionali di beach soccer.